# Scaphoideus nigricans
Scaphoideus nigricans är en insektsart som beskrevs av Henry Fairfield Osborn 1911. Scaphoideus nigricans ingår i släktet Scaphoideus och familjen dvärgstritar. Inga underarter finns listade i Catalogue of Life.